# Judo

"Jūdō" (柔道) in kanji

Il judo (柔道?, jūdō, via della cedevolezza) adattato come giudo o giudò, è un'arte marziale, uno sport da combattimento, un metodo di difesa personale e una filosofia giapponese formalmente nato in Giappone con la fondazione del Kōdōkan da parte del professor Jigorō Kanō, nel 1882. I praticanti di tale disciplina sono denominati judoka (柔道家?, jūdōka).
Il judo è diventato ufficialmente disciplina olimpica ai Giochi di Tokyo 1964 e ha rappresentato, ai Giochi di Atene 2004, il secondo sport più universale, con atleti da 98 diversi Paesi. A Londra 2012, invece, hanno partecipato 387 atleti da 135 Paesi diversi.

## Storia

### Contesto storico-politico in Giappone

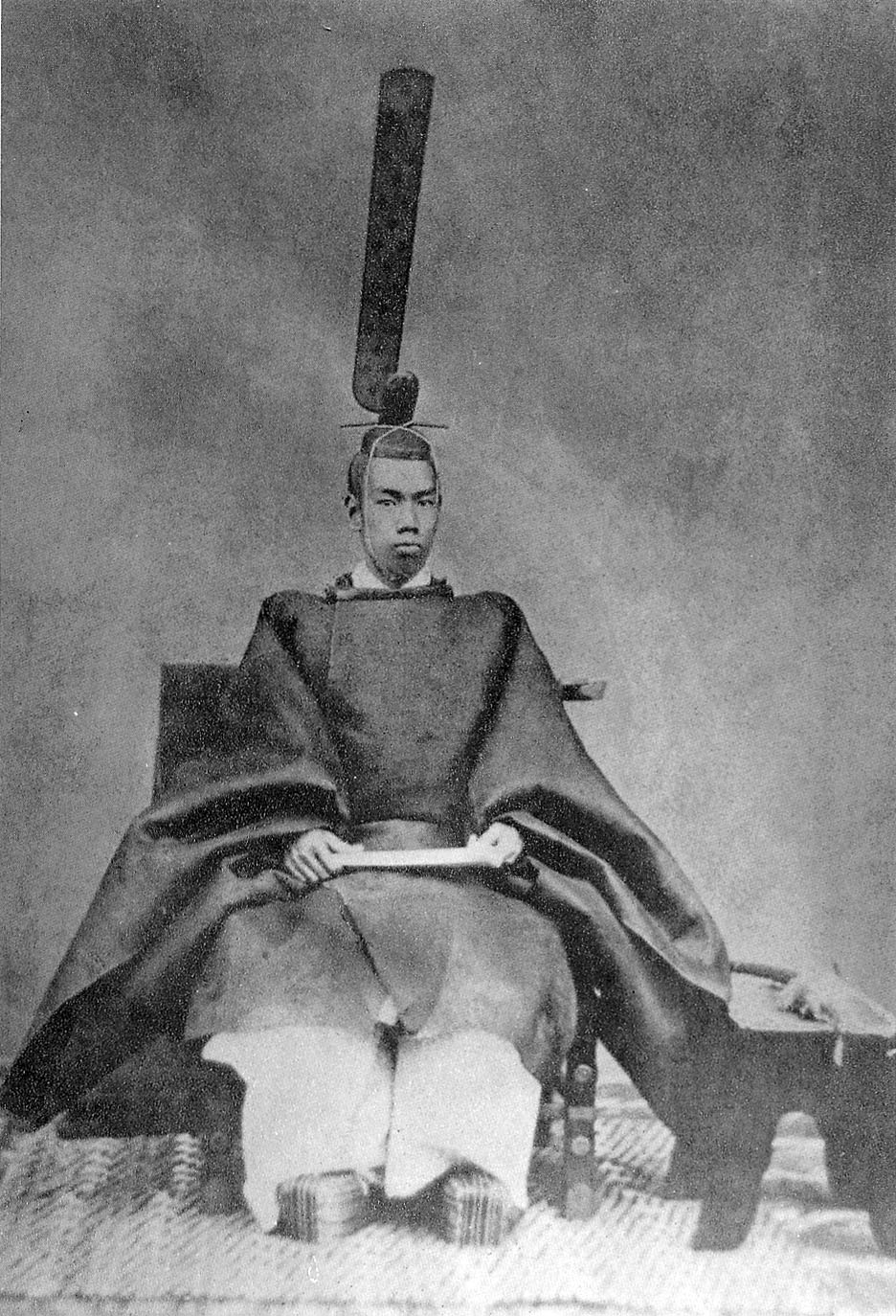
L'Imperatore Meiji nel 1872. La sua politica di apertura alla cultura occidentale comportò profondi mutamenti nella vita dei giapponesi, tra cui l'accantonamento delle arti marziali tradizionali

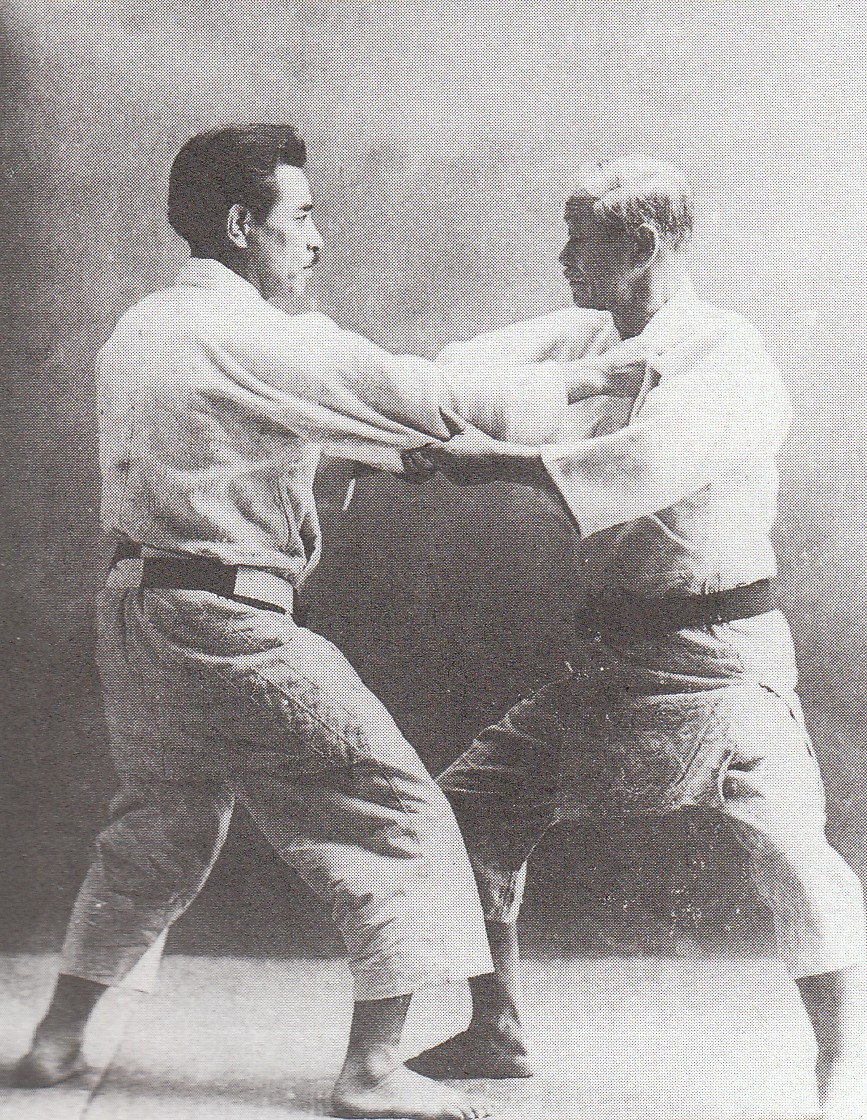
Kyūzō Mifune (a sinistra) e Kanō Jigorō (a destra)

Il contesto storico era particolare: Il 1853 aveva segnato una data importante per il Giappone: il commodoro Matthew C. Perry, della Marina Militare degli Stati Uniti d'America, entra nella baia di Tokyo con una flotta di quattro navi da guerra (le cosiddette Navi Nere) consegnando a dei rappresentanti dello shogunato Tokugawa un messaggio col quale si chiedeva l'apertura dei porti e trattati commerciali. Il Giappone, che fino a quel momento aveva vissuto in relativo isolamento dal resto del mondo (Sakoku), grazie alla Convenzione di Kanagawa, apre ufficialmente due porti alla marina mercantile americana. Dopo l'abdicazione dell'ultimo shogun Tokugawa Yoshinobu avvenuta nel 1867, il potere passava effettivamente non al Sovrano, ma al gruppo di oligarchi che avevano ispirato e attuato in concreto il Rinnovamento Meiji. La promulgazione dell'editto del 1876 col quale si proibiva il porto del Daishō decretava la scomparsa della casta dei samurai.
Scrive Armando Troni: «Agli ex daimyō il governo assegnò titoli nobiliari di varia classe, a seconda della importanza delle loro famiglie e una indennità pecuniaria proporzionale alle loro antiche rendite, in buoni del tesoro. Venne infine dichiarata la eguaglianza fra le quattro classi dei samurai, contadini, artigiani e mercanti. I corpi armati dei samurai vennero sciolti [...] e si determinò una nuova divisione delle classi sociali che si distinsero infatti in: nobiltà, borghesia, e popolo. Fra le molte riforme [...] bisogna ancora ricordare l'adozione del sistema metrico decimale e del calendario gregoriano».
Vi furono importanti cambiamenti culturali nella vita dei giapponesi dovuti al contatto con la mentalità occidentale. Ciò provocò l'insorgere di una corrente di pensiero, denominata 旧物破壊 kyūbutsu hakai, che ambiva al rigetto di tutto ciò che apparteneva al passato, compresa la cultura guerriera che tanto aveva condizionato la vita della nazione durante il periodo feudale. Il jū-jutsu, essendo parte integrante di questa cultura, lentamente scomparve quasi del tutto. Inoltre, le arti marziali tradizionali vennero ignorate anche a causa della diffusione delle armi da fuoco e molti dei numerosi Dojo allora esistenti furono costretti a chiudere per mancanza di allievi. 
(Jigorō Kanō)
Il testo non è corredato da fonte attendibile

### Lo sviluppo a livello mondiale
Il judo nei primi anni del Novecento conobbe una straordinaria diffusione in Giappone e parallelamente iniziò la sua diffusione nel resto del mondo grazie a coloro che avevano modo di entrare in contatto col Giappone, principalmente commercianti e militari, che una volta apprese le tecniche di base lo importarono poi nei loro paesi d'origine.
Non meno importante fu la venuta in Europa intorno al 1915 di importanti maestri giapponesi, allievi diretti di Kano Jigoro, che diedero ulteriore impulso allo sviluppo del judo, tra cui Koizumi Gunji in Inghilterra nel 1920 e Kawaishi Mikonosuke in Francia.

### La vita del Judo in Italia
In Italia le prime testimonianze si riferiscono a un gruppo di militari appartenenti alla Regia Marina i quali nel 1905 tennero una dimostrazione di "lotta giapponese" davanti al Re d'Italia Vittorio Emanuele III. Gli ufficiali Moscardelli e Michele Pizzolla, in servizio a Yokohama ottennero, secondo quanto contenuto negli archivi della Marina, il 1º dan di judo già nel 1889.
Bisognerà però aspettare la fine degli anni dieci perché si incominci a parlare di "judo", grazie all'opera di un altro marinaio, Carlo Oletti, che diresse i corsi di judo per l'Esercito istituiti appunto nel 1920. Fino al 1924 il judo in Italia resterà confinato nell'ambito militare, allorquando fu costituita la FILG (Federazione Italiana Lotta Giapponese), assorbita poi nel 1931 dalla FIAP (Federazione Italiana Atletica Pesante).
Al campionato Continentale svoltosi a Rotterdam nel novembre 1957, Nicola Tempesta conquistò la prima medaglia d’oro nella disciplina. Nel successivo 1976 si disputò l’Olimpiade a Montreal, la prima medaglia dell’Italia nel judo fu conquistata da Felice Mariani, terzo nei leggeri, Mariani vinse tre titoli europei, solo Laura Di Toma, in Italia, ne vanta altrettanti.
L’Olimpiade del 1980 si disputò a Mosca, va ricordato il boicottaggio attuato dagli USA e da molti altri paesi a causa dell’invasione sovietica dell’Afghanistan, il governo italiano si pronunciò contro la nostra partecipazione, il CONI a favore, il Governo allora decise d’impedire la trasferta a tutti gli atleti inquadrati nelle Forze Armate. Il finanziere Mariani, all’epoca in gran forma, dovette rinunciare alla magnifica occasione. Il carabiniere Ezio Gamba, invece, chiese il congedo e partì per Mosca accompagnato dal suo Maestro Franco Capelletti, all’epoca anche direttore tecnico nazionale. Gamba giunse alla finale nei 71 kg contro il britannico Neil Adams, sconfiggendolo. Gamba nel 1982 vinse il titolo europeo (il 6° maschile dell’Italia) e nel 1984 la medaglia d’argento all’olimpiade di Los Angeles. Alla prima edizione dei mondiali femminili, disputata al Madison Square Garden di New York nel 1980, Margherita De Cal conquistò l’oro nella categoria oltre 72 kg, in questa prima mondiale ci furono anche due argenti con Anna De Novellis (48kg) e Laura di Toma (61kg). Maria Teresa Motta, campionessa d’Europa a Genova nel 1983, si aggiudicò il titolo mondiale nel 1984 a Vienna (+72 kg). Nel 1988 il judo femminile fu introdotto alle Olimpiadi quale sport dimostrativo, la nostra Alessandra Giungi, campionessa europea proprio quell’anno a Pamplona (si ripeté nel 1995 a Birmingham), conquistò la medaglia di bronzo nei 52 kg. Nel 1991, a Barcellona, si aggiudicò anche il titolo mondiale. Ai Giochi del 1992 Emanuela Pierantozzi, campionessa mondiale nel 1989 e nel 1991 nonché campionessa europea nel 1989 e nel 1992, vinse l’argento nei 66 kg.
All’Olimpiade del 2000 a Sydney si guadagnò una medaglia di bronzo nei 78 kg. Nel 1996 furono due le medaglie conquistate nel judo: l’argento nei 60 kg di Girolamo Giovinazzo (campione europeo nel 1994 a Danzica) e il bronzo nei 72 kg di Ylenia Scapin (campionessa europea nel 2008). Ai Giochi di Sydney nel 2000 la Federazione colse un grande successo con la medaglia d’oro di Giuseppe Maddaloni nei 73 kg e le tre di bronzo di Giovinazzo (66 kg), Scapin (70 kg) e Pierantozzi (78kg). Pino Maddaloni all’epoca vantava i titoli continentali del 1998 a Oviedo e del 1999 a Bratislava. All’Olimpiade ateniese del 2004 Lucia Morico, campionessa europea l’anno prima a Düsseldorf, conquistò il bronzo nei 78 kg. Nel 2008, a Pechino, la FIJLKAM,ha ottenuto la prima medaglia d’oro nel judo femminile con Giulia Quintavalle nei 57 kg.
Nel 2012 invece, ai Giochi di Londra, è arrivato il bronzo di Rosalba Forciniti nei 52 kg. Alla successiva Olimpiade del 2016 a Rio de Janeiro, sono stati sei i judoka italiani che vi hanno partecipato: Valentina Moscat, (48 kg), Odette Giuffrida, (52 kg) vincitrice della medaglia d’argento, Edwige Gwend (63 kg), Elios Manzi (60 kg), Fabio Basile (66 kg) vincitore della storica duecentesima medaglia d’oro dell’Italia ai Giochi olimpici estivi, Matteo Marconcini (81 kg). Ai Giochi della XXXII Olimpiade svoltasi a Tokyo nel 2021, posticipati a causa dell’emergenza pandemica COVID-19, vi presero parte: Francesca Milani (48 kg), Odette Giuffrida (52 kg) vincitrice della medaglia di bronzo e prima atleta europea inoltre a vincere due medaglie in due diverse edizioni dei Giochi olimpici, Maria Centracchio (63 kg) vincitrice della medaglia di bronzo, Alice Bellandi (70 kg), Manuel Lombardo (66 kg), Fabio Basile (73 kg), Christian Parlati (81 kg), Nicholas Mungai (90 kg).

### Nascita del Brazilian Jiu-Jitsu
Come appendice del Kōdōkan Jūdō, negli anni venti, il maestro Mitsuyo Maeda portò i fondamentali del ne-waza oltreoceano insegnandoli a Carlos Gracie e Luis França. Il Brazilian Jiu-Jitsu divenne poi un'arte marziale a sé stante attraverso sperimentazioni, pratica e adattamenti per opera del maestro Hélio Gracie e del fratello Carlos.

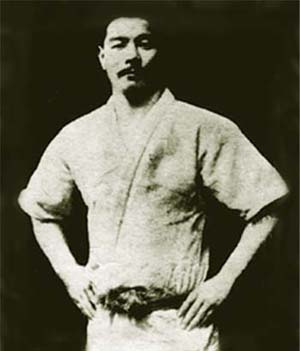
Il maestro Mitsuyo Maeda

### Morte di Kanō e secondo dopoguerra
Jigorō Kanō morì nel 1938, in un periodo in cui il Giappone, mosso da una nuova spinta imperialista, si stava avviando verso la seconda guerra mondiale. Dopo la disfatta, la nazione venne posta sotto il controllo degli USA per dieci anni e il judo fu sottoposto a una pesante censura poiché catalogato tra gli aspetti pericolosi della cultura giapponese che spesso esaltava la guerra.. Fu perciò proibita la pratica della disciplina e i numerosi libri e filmati sull'argomento vennero in gran parte distrutti. Il judo venne poi "riabilitato" grazie al CIO di cui Kanō Jigorō, primo membro asiatico, fece parte quale delegato per il Giappone.

### Il judo olimpico e la nascita dei movimenti tradizionalisti
A partire dal dopoguerra, con l'organizzazione dei primi Campionati Internazionali e Mondiali, e successivamente con la sua inclusione ai Giochi di Tokyo 1964, il judo si è sempre più avvicinato allo sport da combattimento e alle discipline di lotta occidentali, distaccandosi lentamente dalla tradizione tanto da assumere un'identità propria come pratica sportiva a sé stante.

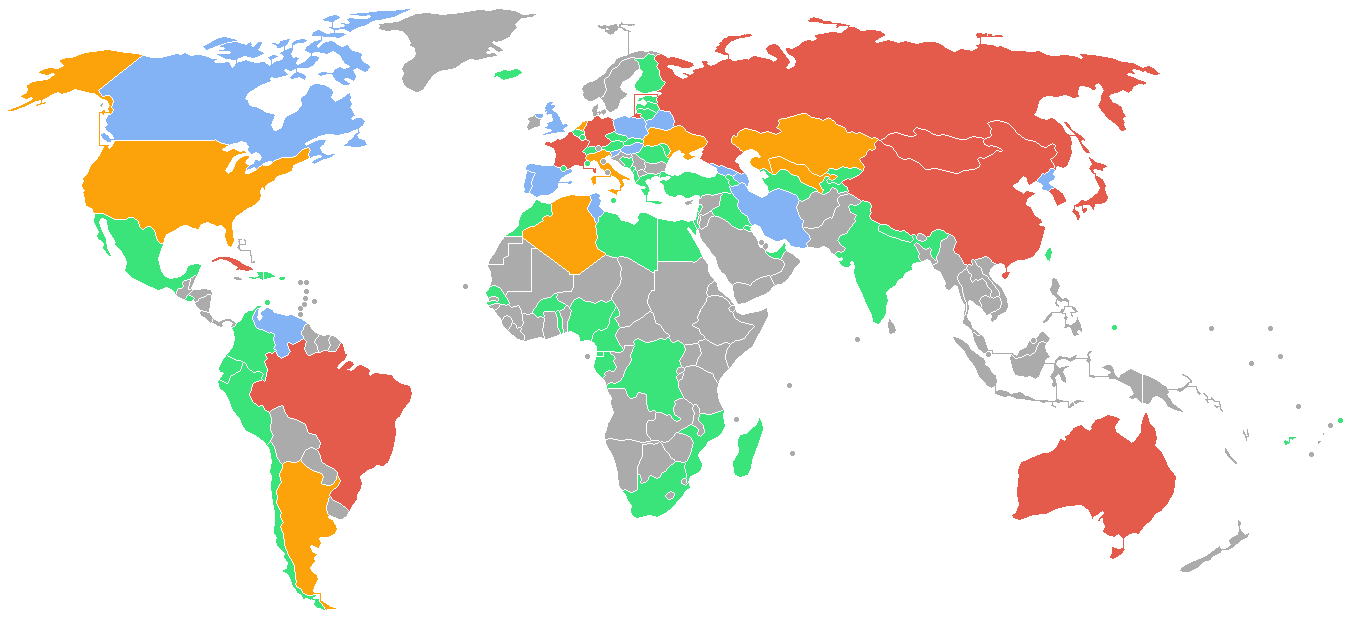
Nazioni per numero di judoka qualificati ai Giochi Olimpici di

Pittogramma olimpico del judo

Anche le metodologie di insegnamento e di allenamento sono mutate di conseguenza e difatti si è cominciato a privilegiare la ricerca del vantaggio minimo che permette di vincere la gara, a discapito della ricerca della tecnica magistrale che sì attribuisce la vittoria immediata ma che al contempo espone l'atleta a un maggiore rischio di subire un contrattacco. Tale percorso è stato possibile utilizzando tecniche derivate dalla lotta libera che per efficacia in gara e affinità biomeccanica ben si uniscono alle tecniche tradizionali del judo pur tradendone la vocazione e la genealogia marziale.
Tale risvolto, inevitabile, si è acuito con l'entrata in scena negli anni ottanta degli atleti dell'ex URSS, spesso esperti di sambo, lotta che, epurata delle tecniche di colpo, ben si presta a un confronto agonistico e all'integrazione col judo.
Altro notevole impulso all'espansione del judo si è avuta nel 1988 in concomitanza dei Giochi Olimpici di Seul 1988 dove il judo femminile entra come sport dimostrativo, e poi ancora in occasione dei Giochi di Barcellona 1992 dove il judo femminile viene incluso definitivamente nel programma olimpico.
In conseguenza di ciò, tuttavia, negli anni si è sviluppata la tendenza a privilegiare un tipo di insegnamento che metta in condizione l'allievo-atleta di guadagnare immediatamente punti in gara, prediligendo talora posizioni statiche assolutamente contrarie alla filosofia judoistica classica. Inoltre, una delle conseguenze di tale impianto didattico è la scarsa considerazione degli aspetti educativi e formativi della disciplina,il che è spesso indice di scarsa preparazione dell'insegnante, che non comprende la necessità di fornire un'adeguata base tecnica e morale all'allievo prima di focalizzarsi sulla pratica agonistica.
Fatto sta che la differenza è enorme: mentre negli sport competitivi l'obiettivo si confina nell'ambito ristretto di ricercare la vittoria, quello del judo propone una finalità ampia e complessa, tanto che possiamo definire gli sport competitivi come un'applicazione parziale dell'obiettivo in cui si riconosce la disciplina del judo. Dunque è plausibile, anzi lecito, interpretare il judo anche nell'accezione agonistica e competitiva, anche se questo rappresenta un genere di allenamento che da solo non porta al compimento dell'obiettivo vero e proprio della disciplina. In altre parole: è vero che bisogna riconoscere nell'esigenza dei tempi l'istanza del judo come sport da competizione, tuttavia senza dimenticare nemmeno per un attimo quale ne è il significato e la vera funzione.»
(Jigorō Kanō)

Il maestro Nicola Tempesta nel 1966, è stato il primo judoka italiano a vincere la medaglia d'oro ai Campionati Europei nel 1957

Nel 1974 la FIAP viene assorbita dalla FILPJ, (Federazione Italiana Lotta Pesi Judo), che a sua volta, inglobando anche il karate, cambierà denominazione in FILPJK (Federazione Italiana Lotta Pesi Judo Karate) nel 1995. Nel luglio del 2000 l'Assemblea Nazionale decide di scindere la FILPJK in FIJLKAM (Federazione Italiana Judo Lotta Karate Arti Marziali) e FIPCF (Federazione Italiana Pesistica e Cultura Fisica).
In Italia particolare merito spetta, per la divulgazione del judo e per la costituzione in organizzazione federale, al Maestro Benemerito Tommaso Betti-Berutto, autore del testo – usato come riferimento da almeno due generazioni di insegnanti tecnici italiani, ma non certo indenne da gravi imperfezioni – "Da cintura bianca a cintura nera", al Maestro Benemerito Giovanni Bonfiglio, pioniere del judo e delle arti marziali in Sicilia e Calabria già dal 1946, e all'Avv. Augusto Ceracchini, cinque volte Campione d'Italia e co-istitutore dell'Accademia Nazionale Italiana Judo, al Maestro Benemerito Nicola Tempesta, 8º dan, padre della "scuola napoletana" di judo, nove volte Campione d'Italia e primo italiano Campione d'Europa, e al Maestro Cesare Barioli, autore di importanti testi sul judo sia di carattere tecnico, sia come metodo educativo e formativo.
Ed è proprio grazie all'esempio del maestro Cesare Barioli, in disaccordo con la politica federale incentrata esclusivamente sulla promozione del judo sportivo, che dalla fine degli anni settanta, allo scopo di riaffermare il valore tradizionale del judo, si sono costituite associazioni sportive e culturali che tendono a far rivivere i principi espressi dal Fondatore, quantunque anch'esse si dedichino all'attività agonistica. Tali associazioni sono riunite all'interno di diversi enti di promozione sportiva riconosciuti dal CONI e associazioni sportive senza scopo di lucro; tra di esse le più importanti sono: AAdJ, Nihonden Judo®-ACSI, AICS, AIJ, AISE, CSEN, CSI, CUS, FIJT, UISP, ecc.
In Giappone nel 2006 ha suscitato grande scalpore l'intervento del maestro Yasuhiro Yamashita, 8° dan del Kōdōkan, dal titolo "In relazione al Judo Renaissance", nel quale l'enfasi è su un maggiore e più efficace impegno da parte delle più importanti istituzioni mondiali nella promozione del judo come metodo educativo anziché soltanto come sport.
(Yasuhiro Yamashita)
Naturalmente nella sua globalità tale movimento tradizionalista non deve essere concepito come antonimia della pratica sportiva, bensì come complemento fondamentale a quest'ultima. Come scrive lo stesso Jigorō Kanō: «Anche nel periodo antico esistevano maestri che impartivano nozioni di tipo etico oltre che tecnico: si trattava di esempi illuminati ma che, tenendo fede al loro impegno di maestri, dovevano necessariamente privilegiare la tecnica. Nel judo invece gli insegnanti devono percepire la disciplina soprattutto come educazione, fisica e mentale.»
Mentre invece, «per coloro che si dimostrassero particolarmente portati alla competizione è lecito interpretare sportivamente la disciplina, purché non si dimentichi che l'obiettivo finale è ben più ampio.»

## Caratteristiche
Jū  (柔?) è un bellissimo concetto riguardante la logica, la virtù e lo splendore; è la realtà di ciò che è sincero, buono e bello. L'espressione del judo è attraverso il waza, che si acquisisce con l'allenamento tecnico basato sullo studio scientifico.»
(Jigorō Kanō)
Il termine "jūdō" è composto da due kanji: 柔 (柔?, jū, yawarakai, flessibile) e 道 (道?, dō, michi, via, metodo, strada, cammino, insegnamento); ed è quindi traducibile anche come: via dell'adattabilità; esplicitando così il principio yawara (柔?) sul quale si basa il judo
(Jigorō Kanō)
Il judo del prof. Kanō è l'evoluzione del Jujutsu del Tenshin Shin'yō-ryū e del Kitō-ryū.

### Jigorō Kanō e il jū-jutsu

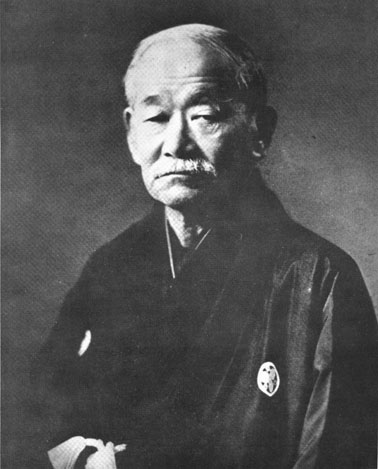
Kanō Jigorō, il fondatore del judo

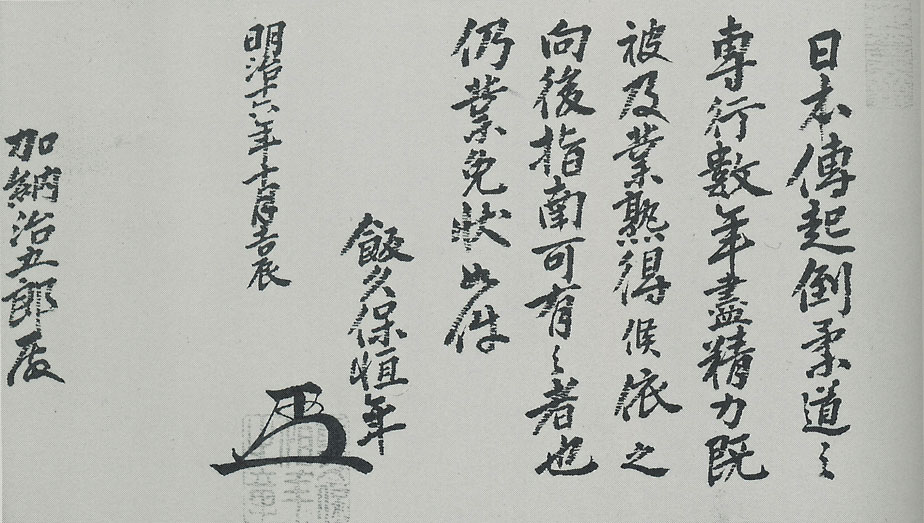
Il diploma della Kitō-ryū rilasciato nell'ottobre 1886 a Jigorō Kanō

La storia del judo e il judo stesso sono inseparabili dal fondatore, Kanō Jigorō. Nato nel 1860 in una famiglia agiata, nel 1877, ottenuto il permesso del papà al riguardo, il quale lo incoraggiava a portare a termine ciò che iniziava pur ritenendo lo studio del combattimento corpo a corpo superato nel contesto storico dell'epoca, entrò in contatto con il suo primo maestro Hachinosuke Fukuda della Tenshin Shin'yō-ryū tramite Teinosuke Yagi anch'egli un tempo jū-jutsuka dello stesso ryū.
(Kanō Jigorō)
Inoltre, come spiega Maruyama Sanzo, il nome della scuola deriva da «yo, che significa "salice" e shin che significa "spirito". La scuola dello spirito come il salice si ispira alla flessibilità dell'albero», «questa scuola studiava atemi, torae e shime, principalmente in costume di città. Non dava importanza alle proiezioni.» In effetti, numerose delle 124 tecniche della scuola in oggetto contengono movimenti di proiezione.
Nel 1879, Fukuda propose al giovane Kanō di partecipare all'esibizione di jū-jutsu per il Presidente degli Stati Uniti d'America Ulysses Simpson Grant, dove i maestri Iso e Fukuda avrebbero dato una dimostrazione del kata mentre Kanō e Godai Ryusaku del randori. Il Presidente fu molto colpito dall'esibizione e confidò allo stesso Fukuda che avrebbe voluto che il jū-jutsu divenisse più popolare negli Stati Uniti.
Alla morte del cinquantaduenne maestro Fukuda, nove giorni dopo la famosa esibizione, e ricevuti formalmente dalla vedova di Fukuda i denshō (伝承?, denshō, trasmissione, tradizione, leggenda), Kanō divenne il maestro del dōjō.
Dopo poco Kanō si iscrisse al dōjō di Iso Masatomo, discepolo di Iso Mataemon fondatore dello stile, che fu felice di prenderlo come suo assistente. Il maestro Iso insegnava principalmente i kata e gli atemi-waza.
In seguito alla morte del maestro Iso e al raggiungimento della laurea in Lettere presso l'Università Imperiale di Tokyo nel 1881, Kanō si trovò nuovamente alla ricerca di un nuovo maestro. Chiese quindi dapprima al maestro Motoyama Masaki un rispettato maestro della Kitō-ryū, ma questi non essendo più in grado di insegnare data l'età, gli suggerì di fare richiesta al maestro Iikubo Tsunetoshi, amico di Motoyama ed esperto di kata e di nage-waza.
Scrive Brian Watson: «Ci sono molte differenze degne di rilievo tra lo stile Tenjin Shin'yō e lo stile Kitō. Ad esempio, il Tenshin Shin'yō possiede un maggior numero di tecniche di strangolamento e di immobilizzazione rispetto al Kitō, mentre quest'ultimo ha sempre avuto tecniche di proiezione di maggior efficacia.»
(Jigorō Kanō)

## Il Kōdōkan Judo

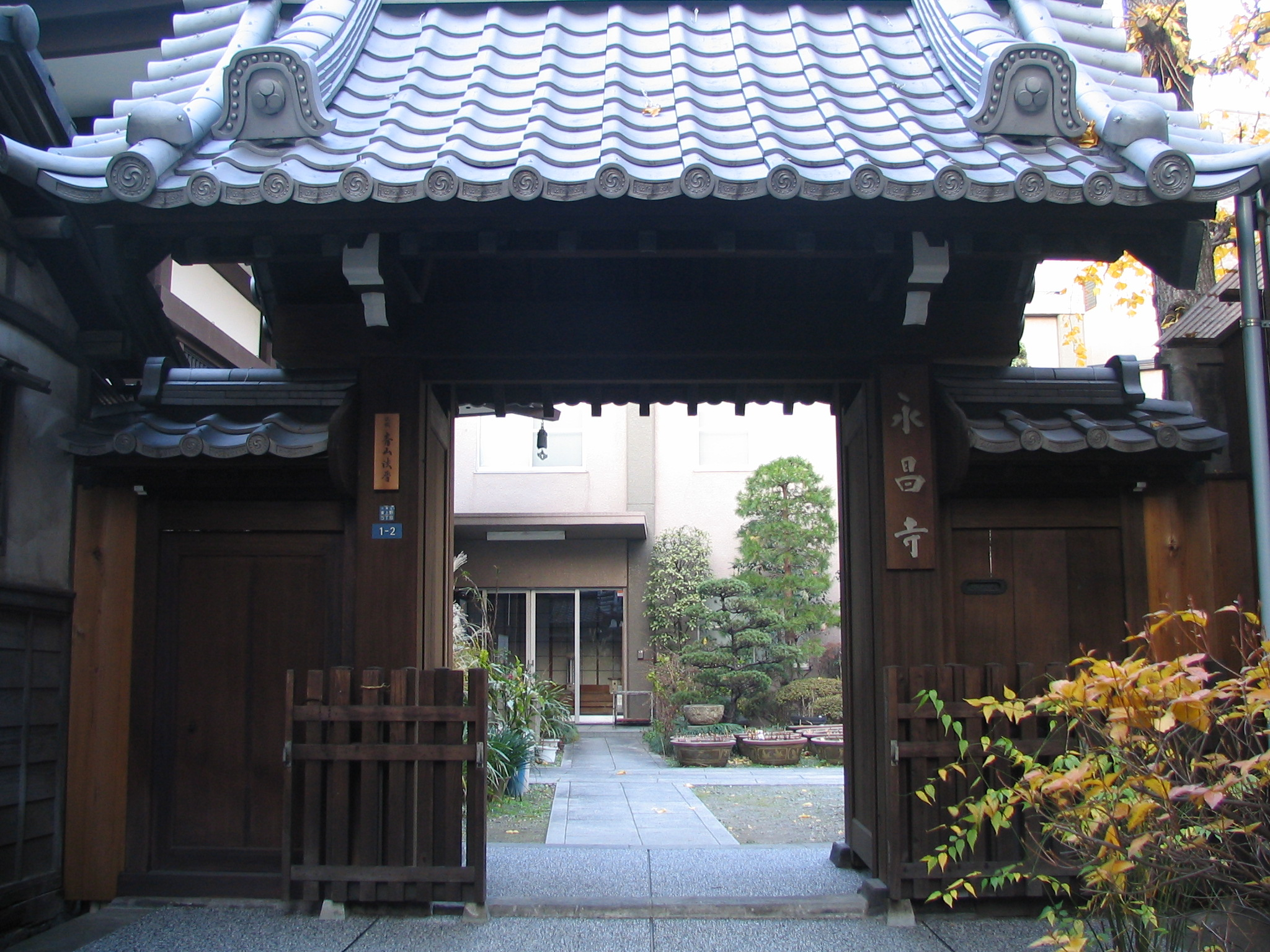
L'Eishōji, nel quartiere Higashiueno, Taitō di Tokyo, anticamente conosciuto come Shitaya-kita Inarichō. Il tempio, meta di turisti e judoisti di tutto il mondo, è situato nei pressi dalla stazione Inarichō (Linea Ginza)

Contestualmente all'incarico di docente al Gakushūin, il prof. Kanō aveva deciso che era giunto il momento di lasciare il suo alloggio studentesco e di fondare un proprio Dojo.
Scrive Cesare Barioli: «Nel febbraio 1882 aveva affittato un alloggio nel tempio di Eishō, a Shitaya-kita, nel quartiere Umebori.»
E Watson precisa: «In un quartiere di Tokyo conosciuto come Shitaya-kita Inarichō, trovò un tempio buddhista chiamato Eishōji che aveva a disposizione varie stanze vuote da prendere in affitto. Dopo aver visitato il tempio e contattato l'abate, un monaco di nome Asahi Shunpo, Jigorō decise di affittare tre stanze: la più piccola la tenne per sé, quella media la destinò all'accoglienza dei suoi allievi, e quella più grande la trasformò in un dōjō con un tatami costituito da dodici tappetini.»
Per inciso, l'Eishōji secondo l'odierna toponomastica di Tokyo, si trova nel quartiere Higashiueno, Taitō, nelle vicinanze del Parco di Ueno, mentre l'attuale sede del Kōdōkan, costituita da ben otto piani e operativa dal 1958, è ubicata a Kasuga, Bunkyo-ku, sempre nell'area metropolitana di Tokyo.
Il prof. Kanō riprese allora il termine "judo", che Terada Kan'emon, il quinto sōke della Kitō-ryū, aveva coniato quando aveva creato il proprio stile e fondato la sua scuola, la Jikishin-ryū, ma che, come lo stesso Kanō fa notare, «esisteva anche prima della Rinnovamento Meiji (un esempio ne è la scuola Chokushin-jūdō).»
Lo stile venne conosciuto anche come "Kanō jūjutsu" o "Kanō jūdō", poi come "Kōdōkan jūdō" o semplicemente "jūdō". Nel primo periodo, venne anche chiamato "jū-jutsu", da cui sono derivate ambiguità persistenti soprattutto all'estero fino agli anni quaranta.
A sostegno della scientificità del metodo Kanō, scrive Inoue Shun:
(Jigorō Kanō)
(Jigorō Kanō)
(Inoue Shun)
Riguardo ai membri del primo Kōdōkan scrive ancora Watson: «Il primo allievo di Jigorō nel nuovo dōjō fu Tomita Tsunejirō, un giovane proveniente dalla penisola di Izu, nella prefettura di Shizuoka» e «il secondo allievo a essere ammesso al dōjō fu un ragazzo di nome Saigō Shirō, che in seguito sarebbe diventato uno dei migliori judoka della sua generazione. Tra gli altri allievi che si unirono alla scuola di Kanō vi furono vari colleghi universitari di Jigorō, studenti ed ex-studenti della Gakushūin, e alcuni suoi amici.»
Inoltre i rapporti con il maestro Iikubo non si erano certo interrotti, anzi, Kanō accettava di buon grado le visite del sōke della Kitō-ryū sia dal punto di vista tecnico, in quanto gli allievi potevano apprendere direttamente da Iikubo i particolari del suo jū-jutsu, sia ovviamente dal punto di vista personale per la profonda stima che ognuno aveva dell'altro.
Tuttavia il padrone del tempio, il signor Asahi, prete del Jōdo-shū, una delle più antich a causa dei rumori dovuti alla pratica, più volte dovette redarguire Kanō e i suoi, finché non si decise di costruire il primo vero e proprio dōjō esterno ai locali del tempio.
Il judo quindi, strettamente all'arte del combattimento, venne completamente collaudato durante il periodo a cavallo tra il XIX e il XX secolo. Il riconoscimento della sua eccellenza pratica e teorica nell'ambito del bujutsu (武術?, bu-jutsu, arti marziali) senz'armi contribuì a salvare molti altri ryū (流?, ryū, scuola, stile) e metodi dall'oblio, nonostante il periodo storico non certamente favorevole. Già nel 1905, infatti, gran parte delle vecchie scuole di jū-jutsu si era integrata con il Kōdōkan contribuendo così allo sviluppo e alla diffusione del metodo Kanō in tutto il mondo.

### La filosofia del Kōdōkan judo

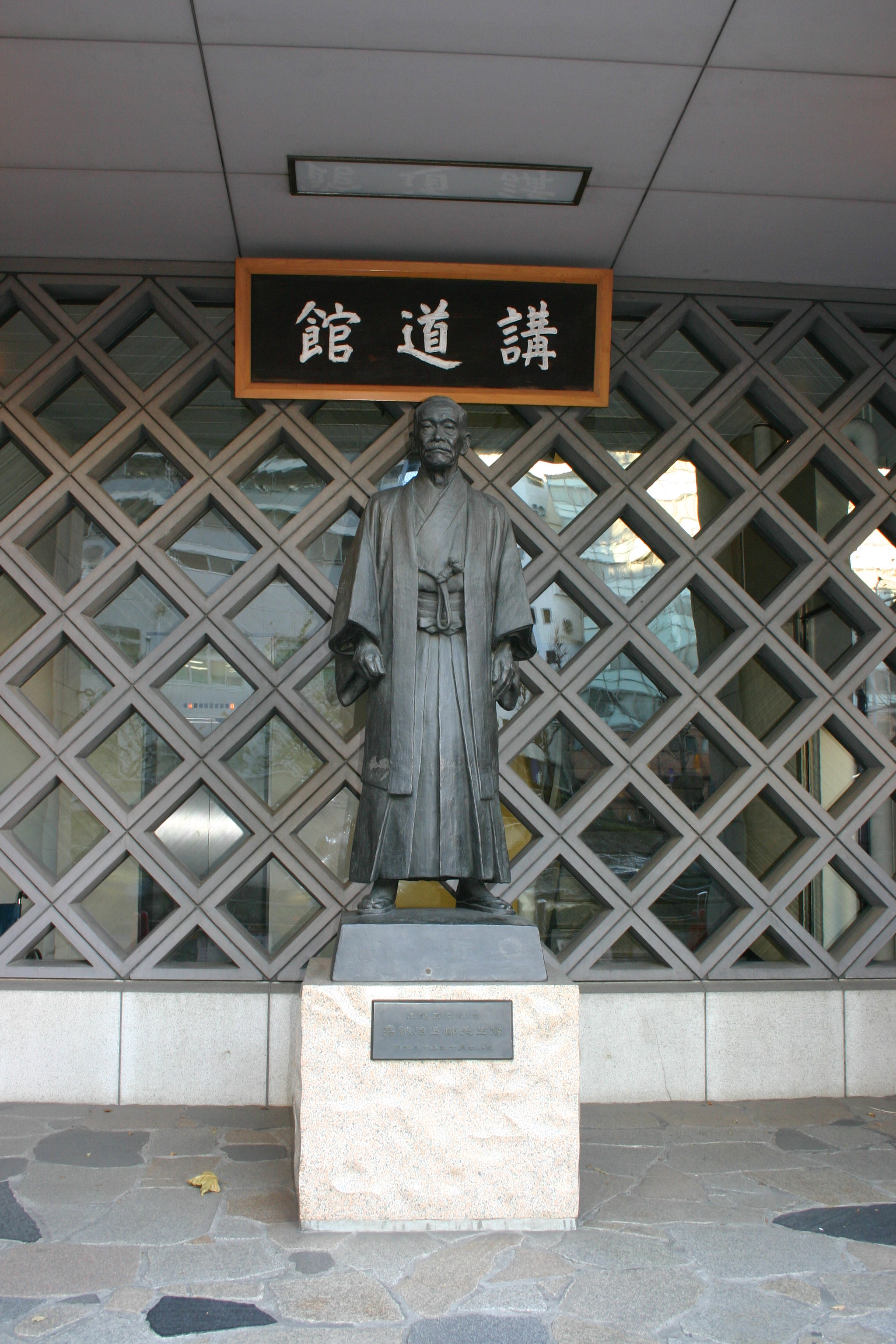
Statua di Jigorō Kanō Shihan all'entrata del Kōdōkan di Tokyo

Nel 1882 Kanō Jigorō era docente di inglese ed economia alla Gakushūin. Dotato di straordinarie capacità pedagogiche, intuì l'importanza dell'attività motoria e dell'addestramento al combattimento, se insegnati adeguatamente per lo sviluppo fisico e intellettuale dei giovani.
Diverso è invece il caso del Kōdōkan, dove si dà importanza anzitutto all'acquisizione della Via e la tecnica viene concepita unicamente come il mezzo per raggiungere tale obiettivo. Il fatto è che le ricerche sul jū-jutsu mi portarono verso una Grande Via che pervade l'intero sistema tecnico dell'arte, mentre lo sforzo e i tentativi per definire l'entità della scoperta mi convinsero chiaramente dell'esistenza della Via Maestra, che ho definito come "la migliore applicazione della forza mentale e fisica".»
(Jigorō Kanō)
Quindi, Kanō Jigorō eliminò dal randori tutte le azioni di attacco armato e di colpo, che potevano portare al ferimento (talvolta grave) degli allievi: tali tecniche furono ordinate solo nei kata, in modo che si potesse praticarle senza pericoli. E infatti, una delle caratteristiche fondamentali del judo è la possibilità di effettuare una tecnica senza che i praticanti si feriscano. Ciò accade grazie alla concomitanza di diversi fattori quali l'abilità di uke nel cadere, la corretta applicazione della tecnica da parte di tori, e alla presenza del tatami che assorbe la caduta di uke. Nel combattimento reale, come può essere una situazione di pericolo contro un aggressore armato o no, una tecnica eseguita correttamente potrebbe provocare gravi menomazioni o finanche essere fatale.
Difatti non bisogna mai dimenticare il retaggio marziale del judo: Kanō studiò e approfondì il nage-waza del Kitō-ryū, il katame-waza e gli atemi-waza di Tenjin Shin'yō-ryū e costituì un suo personale sistema di educazione al combattimento efficace e gratificante, supportato da forti valori etici e morali mirati alla crescita individuale e alla formazione di persone di valore.
Scrive Barioli: «Questa è la diversità di concezione tra il jūjutsu e il judo. Dalla tecnica e dalle esperienze del combattimento sviluppate nel periodo medievale, arrivare tutti insieme per crescere e progredire col miglior impiego dell'energia, attraverso le mutue concessioni e la comprensione reciproca.»
Questa fu la vera evoluzione rispetto al jū-jutsu che si attuò anche attraverso la formulazione dei principî fondamentali che regolavano la nuova disciplina: seiryoku-zen'yō (精力善用? l'impiego più retto del proprio vigore) e jita-kyō'ei (自他共栄? la prosperità di sé e dell'altro).
Le qualità sulle quali si poggia il codice morale del fondatore e alle quali ogni judoka dovrebbe mirare durante la pratica e la vita di tutti i giorni si rifanno agli ideali del bushidō: gi (義?, gi, onestà), yū (勇?, yū, coraggio), jin (仁?, jin, benevolenza), rei (礼?, rei, educazione), makoto (誠?, makoto, sincerità), meiyo (名誉?, meiyo, onore), chūgi (忠義?, chūgi, lealtà).L'affermazione è priva di fonte attendibile e non tiene conto degli stessi scritti del Maestro nel quale egli afferma che il bushido da solo non è sufficiente per spiegare l'ampiezza della filosofia e dell'etica del Kodokan judo

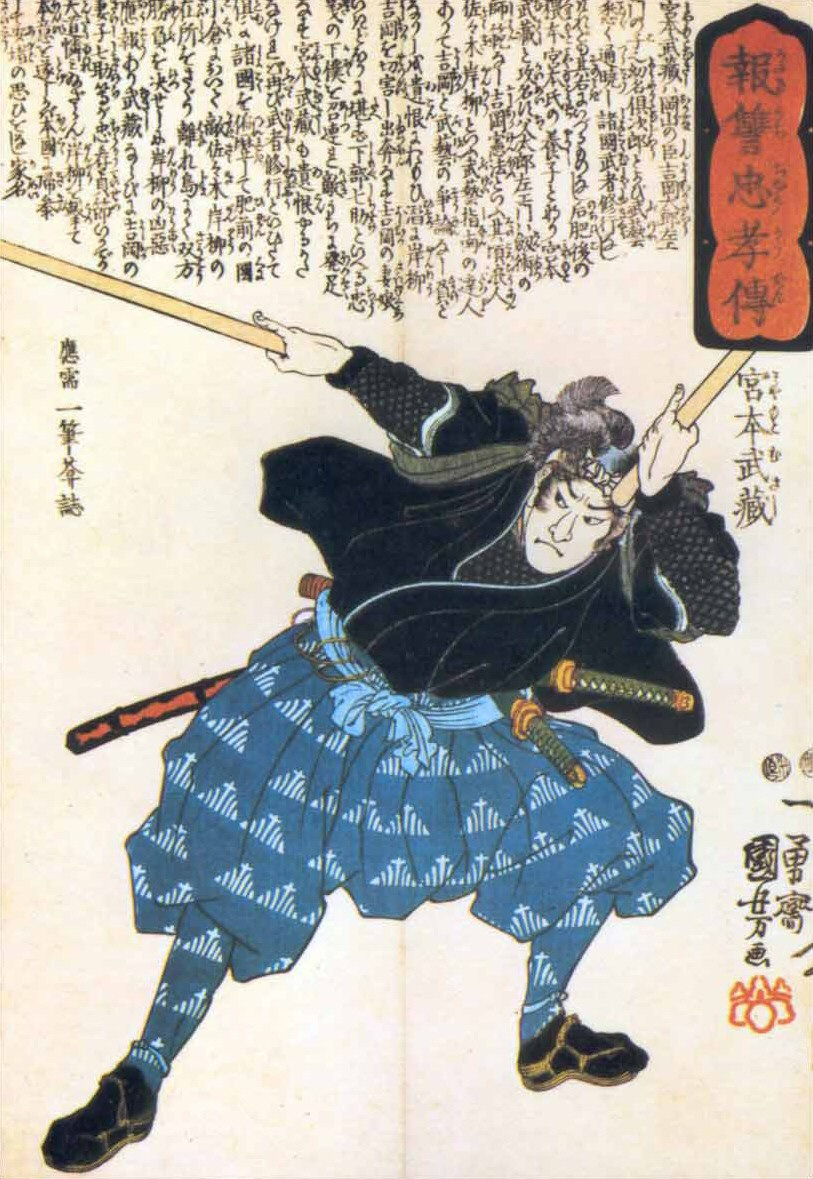
Il samurai Miyamoto Musashi, uno dei massimi esempi di dedizione al bushidō, mentre impugna due bokken (木剣, spada di legno)

Per ottenere ciò, secondo gli insegnamenti del prof. Kanō, è necessario impiegare proficuamente le proprie risorse, il proprio tempo, il lavoro, lo studio, le amicizie, al fine di migliorare continuamente la propria vita e le relazioni con gli altri, conformando cioè la propria vita al compimento del principio del "miglior impiego dell'energia". Da ciò dunque l'alto valore educativo del judo.
Il judo mira a compiere la sintesi tra le due tipiche espressioni della cultura giapponese antica e cioè Bun-bu, la penna e la spada, la virtù civile e la virtù guerriera.
Spiegò che l'ideogramma "bun" (文?) comprendeva i concetti di cultura, raffinatezza, buon carattere, chiarezza di visione e d'intelligenza. "Bu" (武?) significa capacità di combattere, forza di volontà, concentrazione, capacità di mantenere la calma. Divideva questo ideogramma in due parti; [...] La parte in basso a sinistra significa "controllare" o "fermare", la parte in alto a destra era il vecchio carattere che significava "lancia". L'ideogramma, complessivamente, significa "controllare la lancia".
Vuol dire che bisogna imparare a usare la lancia, non allo scopo di attaccare, ma per "controllare la lancia" con cui si viene attaccati.
Questa doveva essere la base fondamentale della forza bu che si ottiene praticando il judo o altre arti marziali.»
(Trevor Leggett)

## Il Kosen Judo
Il Kōsen jūdō è una variazione del regolamento competitivo del judo Kodokan che è stato sviluppato e fiorito nei college tecnici in Giappone nella prima metà del XX secolo. Le regole del judo kosen consentono una maggiore enfasi delle tecniche di base ne-waza rispetto a quanto avviene tipicamente nel judo competitivo ed è talvolta considerato come uno stile distinto di judo.
Attualmente il termine Kosen judo è spesso usato per riferirsi alle regole di concorrenza ad esso associate che consentono di estendere ne-waza. Tali regole di competizione sono ancora utilizzate nei sette concorsi di judo imperiali che si tengono annualmente tra le sette ex università imperiali. Allo stesso modo, c'è stata una rinascita di interesse nel judo kosen negli ultimi anni a causa delle sue somiglianze con il Jiu-jitsu brasiliano.

### Storia
Kōsen è un'abbreviazione di Kōtō senmon gakkō, letteralmente 'scuola di specialità superiore', e si riferisce ai college di tecnologia in Giappone che si rivolgono agli studenti dai 15 ai 20 anni. Le scuole Kosen hanno iniziato a tenere concorsi di judo nel 1898, quattro anni dopo la loro apertura, e hanno ospitato un evento annuale e hanno ospitato un evento annuale di concorsi inter-collegiali chiamato feom Kosen Taikai 1914-1944.
Le regole di una partita di judo Kosen erano principalmente quelle codificate dalla Dai Nippon Butokukai e dalla scuola Kodokan prima del 1925. Tuttavia, essi differivano nel fatto che affermavano il diritto dei concorrenti di entrare nel lavoro di base come volevano e di rimanere in esso per tutto il tempo che volevano, così come eseguire alcune tecniche che erano vietate in concorrenza regolare. Naturalmente, questo tipo di regole permise di scartare Tachi-waza e adottare uno stile più tattico di ne-waza, che fu sviluppato abbondantemente sotto l'influenza di judoka come Tsunetane Oda e Yaichihyōe Kanemitsu.
Si ritiene che la popolarità di queste strategie fu il motivo per cui la Kodokan cambiò il suo regolamento competitivo, limitando i combattimenti a terra e le entrate nel 1925 e sostituendo i pareggi per le vittorie di decisione o Yusei-Gachi nel 1929. Jigoro Kano non era soddisfatto delle regole Kosen, e fu citato nel 1926 come credente che il judo Kosen contribuisse a creare judoka più abili a vincere partite sportive a costo di essere meno abili a autodifesa. Nonostante la sua postura, il movimento Kosen continuò, avendo appena cambiato le sue regole attraverso tutta la sua storia.
Nel 1950, il sistema scolastico Kōtō senmon gakkō fu abolito come conseguenza delle riforme dell'istruzione, ma il regolamento Kosen fu adottato dalle università di Tokyo, Kyoto, Tohoku, Kyushu, Hokkaido, Osaka e Nagoya, collettivamente conosciute come Sette Università Imperiali. Hanno ospitato il primo concorso inter-collegiale, Nanatei Jūdō, nel 1952, dando vita ad un'altra tradizione annuale.
L'Università di Tokyo ha abbandonato la lega Nanatei nel 1991 per concentrarsi sul judo regolare, ma è stato reincorporato nel 2001.
La regione di Kyoto è particolarmente degna di nota sulla scena del judo Kosen, avendo scuole interamente specializzate su questo stile fino al 1940 circa. Tra le sette università, Kyoto ha il maggior numero di vittorie al campionato Nanatei, contando 22 vittorie e 3 pareggi (contro Nagoya nel 1982 e Tohoku nel 1982 e 1983) su 66 edizioni celebrate a partire dal 2017.

### Regolamento
A differenza delle regole di concorrenza tradizionali Kodokan, le regole Kosen consentono il pull-in, consentendo ai concorrenti di passare a ne-waza trascinando il loro avversario verso il basso senza utilizzare una tecnica riconosciuta nage-waza (analoga alla guardia tirante). È anche permesso di rimanere a terra per tutto il tempo necessario, indipendentemente dall'attività dei contendenti. Il judoka può afferrare il suo avversario come vuole, anche alle gambe e ai pantaloni, e non ci sono restrizioni sulla postura difensiva. Tecniche come le manovelle del collo e i leglock erano legali (escludendo Ashi Garami, che era ancora una tecnica proibita o kinshi-waza), anche se solo fino al 1925. Infine, la vittoria può essere compiuta solo da ippon, essendo l'unica alternativa un hikiwake o tecnico pareggio a discrezione dell'arbitro.
Le partite sono disputate su un tappeto di 20 20 metri in grandezza totale. Una zona di partenza 8x8 metri è stato segnato sul tappeto, nonché una zona di pericolo che si è conclusa a 16 16 16 metri. Se un judoka uscisse dalla zona di pericolo, la partita ricomincerebbe. Se fossero attivamente impegnati in Newaza l'arbitro chiamerebbe sono-mama per congelarli in posizione, trascinarli al centro dell'area di gara e chiamare Yoshi per riavviare la partita nella stessa situazione. Questo dispositivo era comune nel judo in generale ed è ancora parte delle regole ufficiali del judo, affrontate nell'articolo 18, ma da allora è caduto in disuso, permettendo al judoka moderno di fuggire da Newaza uscendo dalla zona di concorrenza.
Al Nanatei Judo League, le università si affrontano in squadre di 20 judoka di qualsiasi classe di peso: 13 concorrenti ordinari, un capitano e un vice-capitano, e cinque sostituzioni in caso di infortuni o ritiri. Ogni partita è composta da un singolo round di sei minuti, cambiato in un round di otto minuti quando i contendenti sono capitani o vice-capitani. Il campionato è ospitato come un Kachi-Nuki Shiai, il che significa che ogni vincitore rimane sul tappeto per affrontare il prossimo membro della squadra rivale. 
Alla fine dell'evento, la vittoria viene data alla squadra con il maggior numero di partite vinte o con l'ultimo uomo sul campo.

## Stili del Judo

### Russian Judo
Questo stile distintivo di judo è stato influenzato dall'arte marziale sovietica del Sambo. È rappresentato da noti allenatori come Alexander Retuinskih e Igor Yakimov e combattenti di arti marziali miste come Fedor Emelianenko, Oleg Taktarov, Khabib Nurmagomedov e Karo Parisyan. A sua volta, il judo russo ha influenzato il judo tradizionale, con tecniche come l'armbar volante che sono state accettate nel judo Kodokan.

### Georgian Judo
Il judo georgiano è influenzato dal Chidaoba (wrestling culturale georgiano). La maggiore influenza di Chidaoba sullo stile georgiano del judo è nelle sue prese non ortodosse così come nei suoi lanci e abbattimenti. Il judo georgiano è anche noto per le sue tecniche di contrasto attraverso l'uso di mosse potenti come abbracci dell'orso e doppi uncini in lanci e abbattimenti. È rappresentato da vari vincitori olimpici e campioni del mondo, come Lasha Bekauri, Lukhumi Chkhvimiani, Shota Chochishvili, Tato Grigalashvili , Zaza Kedelashvili, David Khakhaleishvili, Luka Maisuradze , Lasha Shavdatuashvili e altri.

### Freestyle Judo
Il Freestyle Judo è una forma di judo competitivo praticata principalmente negli Stati Uniti che conserva tecniche che sono state rimosse dalle regole IJF tradizionali. Il Freestyle Judo è attualmente sostenuto dall'International Freestyle Judo Alliance (IFJA). La Amateur Athletic Union (AAU) autorizza ufficialmente il Freestyle Judo negli Stati Uniti d'America.

### Korean Judo
Anche il judo coreano è molto tecnico, ma ciò che realmente lo distingue dagli altri stili è la velocità con cui vengono eseguite le sue tecniche. Va notato che il judo coreano non è potente in termini di utilizzo della forza, ma invece i praticanti usano velocità, movimento e tecnica per creare scatti veloci e potenti. Questo stile ha prodotto vari campioni olimpici, come Ahn Byeong-keun, Cho Min-sun, Choi Min-ho, Ha Hyung-joo, Jeon Ki-young, Kim Jae-bum, Kim Jae-Yup, Lee Kyung-Keun, Lee Won -hee, Song Dae-Nam e altri.

### French Judo
Il judo francese si basa sul Kumi Kata tattico e si concentra sulla rottura della postura dell'avversario e sono eccellenti nell'impedire agli avversari di ottenere una presa adeguata. Questo stile non utilizza un'enorme quantità di potenza, preferisce usare tecnica, tattica e tempismo. Molti praticanti di judo francesi sono diventati campioni mondiali e olimpici, come Clarisse Agbegnenou, Émilie Andéol, Marc Alexandre, Djamel Bouras, Amandine Buchard, Guillaume Chaine, Axel Clerget, Sarah-Léonie Cysique, Lucie Décosse, Romane Dicko, David Douillet, Catherine Fleury-Vachon, Alexandre Iddir e molti altri.

### Mongolian Judo
A differenza di altri stili di judo dell'Estremo Oriente, il judo mongolo si concentra molto di più sulla potenza piuttosto che sulla tecnica. L'influenza del bokh sul judo mongolo può essere vista nelle prese e nel posizionamento del corpo. Prese da judo come il sopra sotto, i doppi ganci e l'uso massiccio di prese sulla cintura. È rappresentato da vari campioni del mondo, come Khaliuny Boldbaatar, Tsendiin Damdin, Boldyn Gankhaich, Naidangiin Tüvshinbayar, Mönkhbatyn Urantsetseg, Ganbatyn Boldbaatar.

### Pangamot
Il "Pangamot" filippino è una forma di judo competitivo e pratica di arti marziali miste in cui i praticanti invitano gli avversari a usare un bastone eskrima nella pratica del lancio, della presa e dello sparring. La sala di formazione Pangamot più famosa è la sede mondiale di Doce Pares a Cebu City, nelle Filippine. Il capo istruttore di Pangamot tra il 1955 e il 2017 è stato il campione del mondo di judo 8° Dan ed Eskrima, Ciriaco Cañete. Gli istruttori americani di Pangamot includono l'ex Army Ranger, Christopher J. Petrilli, l'allenatore di arti marziali miste Thomas Weissmuller e l'allenatore UFC, Ray Yee.

## Le tecniche
Secondo il metodo d'insegnamento di Kanō, il Kōdōkan judo consiste fondamentalmente nell'esercitare la tecnica di combattimento e nella ricerca teorica.
[...] La teoria vale per ogni direzione in cui l'avversario eserciti forza.»
(Jigorō Kanō)
Il judo offre un ricco repertorio di tecniche di combattimento, categorizzato solitamente come di seguito. Queste tecniche comprendono l'applicazione del principio ju (non soltanto nel contesto dell'elasticità passiva intesa in senso buddhista,Non è chiaro a quale concetto buddhista si riferisca l'affermazione non corredata da fonte attendibile ma anche come principio attivo del contrattacco), enucleano i principi dell'attacco-difesa propri del metodo Kanō e ne dimostrano l'efficacia sia nel combattimento reale, sia nella competizione sportiva.

### Tassonomia delwaza
Le tecniche del judo del prof. Kanō, e oggi riconosciute ufficialmente dal Kōdōkan Jūdō Institute di Tokyo, sono così suddivise:
- Nage-waza
  - Tachi-waza
    - Te-waza
    - Koshi-waza
    - Ashi-waza

  - Sutemi-waza
    - Ma-sutemi-waza
    - Yoko-sutemi-waza

- Katame-waza
  - Osae-komi-waza
  - Shime-waza
  - Kansetsu-waza

- Atemi-waza
  - Ude-ate
  - Yubisaki-ate
    - Kobushi-ate
    - Tegatana-ate
    - Hiji-ate

  - Ashi-ate
    - Hiza-gashira-ate
    - Sekitō-ate
    - Kakato-ate

#### Nage-waza (tecniche di proiezione)

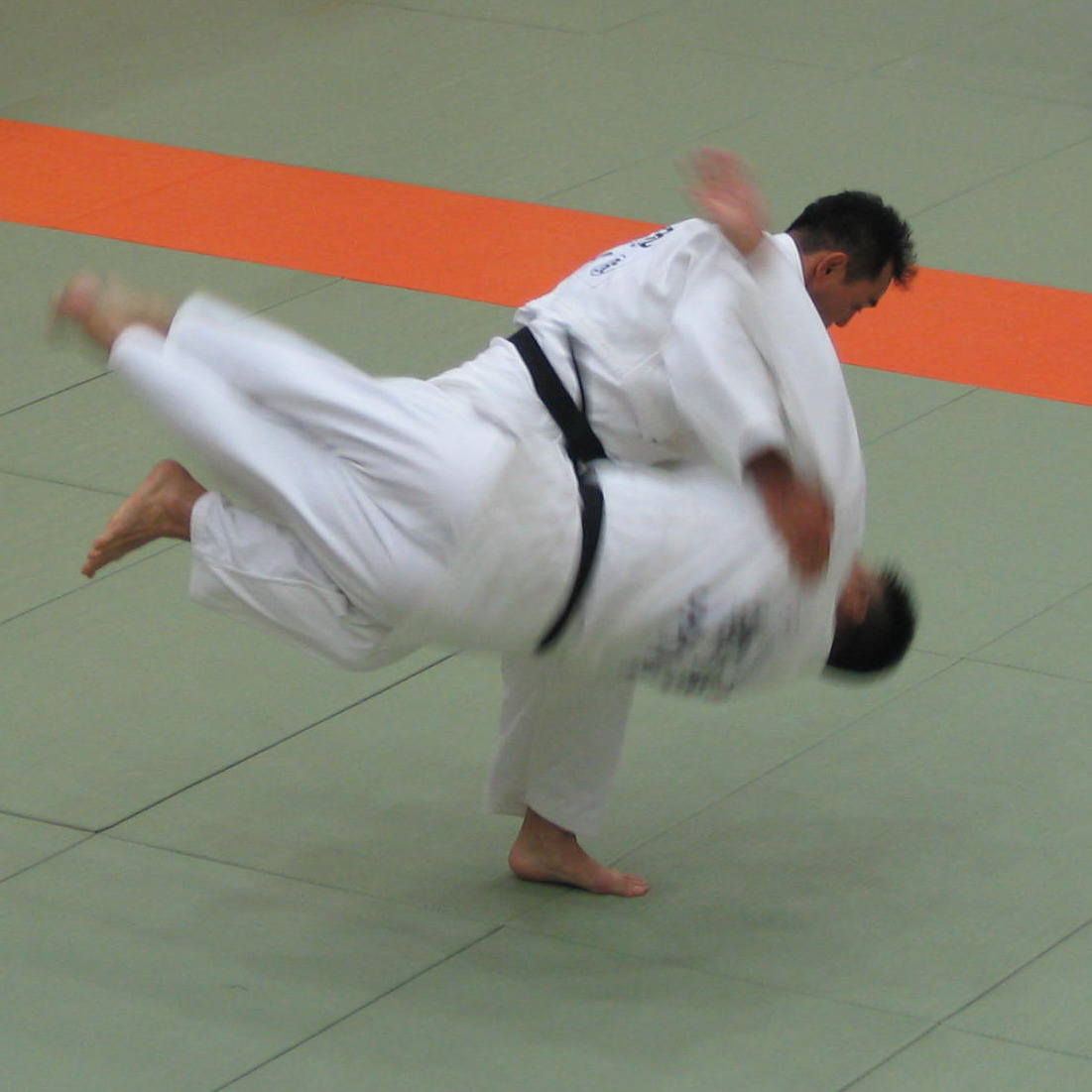
Harai Goshi (払腰), uno dei più importanti koshi-waza

Secondo la tassonomia tradizionale delle tecniche di judo, il gruppo preponderante è quello delle nage waza (投技?, nage-waza, tecniche di proiezione).Tali tecniche sono metodi di proiezione dell'avversario atti alla neutralizzazione della carica offensiva di quest'ultimo.
L'apprendimento è strutturato secondo un sistema chiamato go-kyō-no-waza che ordina 40 tecniche in 5 kyō (教?, kyō, gruppi) di 8 tecniche, in base alla difficoltà di esecuzione e alla violenza della caduta. Il totale delle nage-waza ufficialmente riconosciute dal Kōdōkan Jūdō Institute e dall'IJF è di 67 tecniche.
- All'interno delle nage-waza si distinguono le tachi-waza (立技?, tachi-waza, tecniche in piedi), ovvero le tecniche in cui tori proietta uke rimanendo in una posizione di equilibrio stabile, e le sutemi-waza (捨身技?, sutemi-waza, tecniche di sacrificio), ovvero le tecniche in cui tori proietta uke sacrificando il suo equilibrio.
  - Le Tachi-waza a loro volta si suddividono in tre gruppi: te-waza (手技?, te-waza, tecniche di braccia), koshi-waza (腰技?, koshi-waza, tecniche di anca) e ashi-waza (足技?, ashi-waza, tecniche di gamba).[39]
  - Le Sutemi-waza a loro volta si suddividono in due gruppi: ma-sutemi-waza (真捨身技?, ma-sutemi-waza, tecniche di sacrificio sul dorso) e le yoko-sutemi-waza (横捨身技?, yoko-sutemi-waza, tecniche di sacrificio sul fianco).[39]

È tuttavia importante sottolineare che tale suddivisione biomeccanica ai fini dell'appartenenza o meno di un waza a un gruppo, considera l'uso prevalente di una parte del corpo di tori, e non l'uso esclusivo di tale parte.
Alle nage-waza è dedicato il nage-no-kata.

#### Katame-waza (tecniche di controllo)

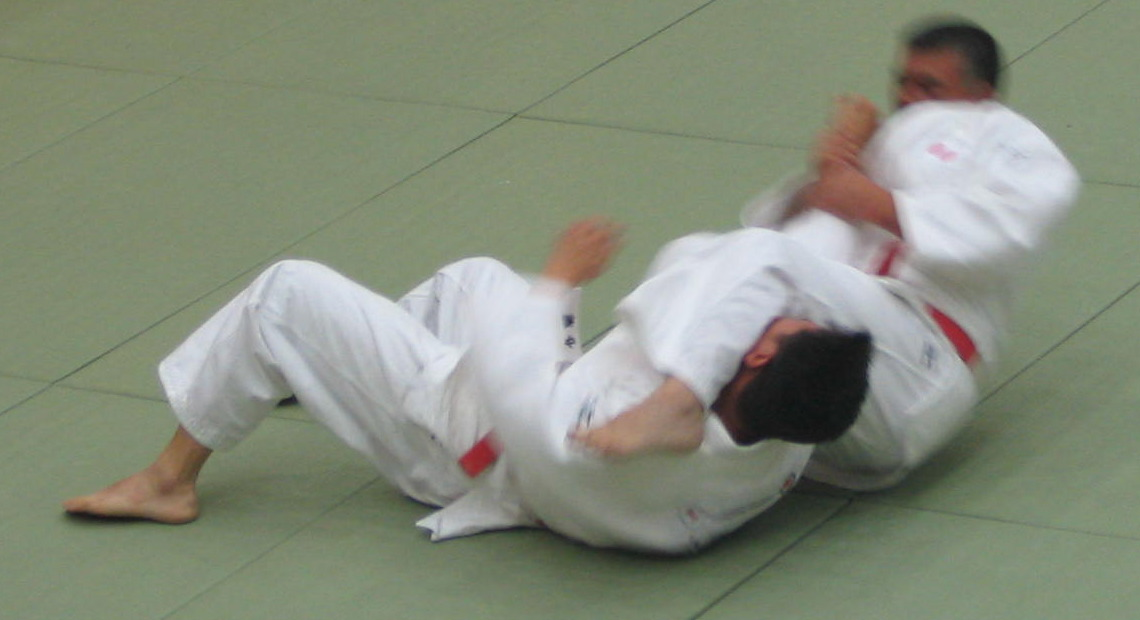
Ude-hishigi-juji-gatame (腕挫十字固), uno dei più importanti kansetsu-waza

Il secondo macrogruppo è costituito dalle katame-waza (固技?, katame-waza, tecniche di controllo). Tali tecniche possono essere eseguite nel ne-waza (寝技?, ne-waza, tecnica al suolo, combattimento a terra) in successione a un nage-waza, ovvero a seguito di un hairi-kata (入り形?, hairi-kata, forma d'entrata, opportunità), oppure –in rari casi– come azioni propedeutiche a una proiezione.
- I katame-waza si suddividono in osae-komi-waza (抑え込み技?, osae-komi-waza, tecniche di immobilizzazione), shime-waza (絞技?, shime-waza, tecniche di strangolamento),[41] e kansetsu-waza (関節技?, kansetsu-waza, tecniche di leva articolare).[42]

Nel caso degli Osae-komi-waza si possono distinguere due sottogruppi anche se tale ulteriore suddivisione trascende la tassonomia tradizionale. Esistono quindi immobilizzazioni su quattro punti d'appoggio dette shihō-gatame (四方固?, shihō gatame, controllo su quattro punti) e le immobilizzazioni "diagonali" dette kesa-gatame (袈裟固?, kesa-gatame, controllo a fascia); per quanto concerne gli Shime-waza, è anche possibile distinguere ulteriori sottoclassificazioni non ufficiali a seconda della posizione relativa di tori e uke, o alle prese di tori su uke, come nel caso dei jūji-jime (十字絞?, jūji-jime, strangolamento a croce); mentre invece, per i Kansetsu-waza è possibile riconoscere due sottogruppi principali, il primo indicante le leve di distensione dette hishigi-gatame (挫固?, hishigi-gatame, controllo distorsivo), e il secondo le leve di torsione degli arti dette garami (緘?, garami, torsione).
Ai katame-waza è dedicato il Katame no kata.

#### Atemi-waza (tecniche di colpo)
- L'ultimo gruppo di tecniche è chiamato atemi-waza (当て身技?, atemi-waza, tecniche di colpo) e si divide in: ude-ate (腕当て?, ude-ate, colpi con gli arti superiori) e ashi-ate (足当て?, ashi-ate, colpi con gli arti inferiori).[40]
  - Gli ude-ate a loro volta si suddividono in: yubisaki-ate (指先当て?, yubisaki-ate, colpi inferti con la punta delle dita), kobushi-ate (拳当て?, kobushi-ate, colpi inferti con il pugno), tegatana-ate (手刀当て?, tegatana-ate, colpi inferti col taglio della mano), e hiji-ate (肘当て?, hiji-ate, colpi inferti con il gomito).[43]
  - Gli ashi-ate a loro volta si suddividono in: hiza-gashira-ate (膝頭当て?, hiza-gashira-ate, colpi inferti con il ginocchio), sekitō-ate (石塔当て?, sekitō-ate, colpi inferti con l'avampiede), e kakato-ate (踵当て?, kakato-ate, colpi inferti con il tallone).[43]

Lo stesso Kanō Jigorō spiega gli effetti di tali tecniche: «Un attacco sferrato con potenza contro un punto vitale può dare come risultato dolori, perdita di coscienza, menomazioni, coma o addirittura morte. Gli atemi-waza vengono praticati solamente nei kata, mai nel randori.»

### Ukemi
È molto importante per un judoka saper cadere senza farsi male, e infatti le ukemi (受身?, ukemi, cadute) sono le prime nozioni che vengono insegnate ai nuovi praticanti. Esistono quattro diversi tipi di ukemi:
- Mae-ukemi (前受身?, mae-ukemi, caduta in avanti frontale).
- Zempō-kaiten-ukemi (前方回転受身?, zempō-kaiten-ukemi, caduta in avanti frontale con rotolamento),[45] applicabile in due forme: migi (右?, migi, destra) e hidari (左?, hidari, sinistra).
- Ushiro-ukemi (後ろ受身?, ushiro-ukemi, caduta indietro).[46]
- Yoko-ukemi (横受身?, yoko-ukemi, caduta laterale),[47] applicabile sia a destra sia a sinistra.

Il judo moderno tende a interpretare la caduta come una sconfitta, ma in realtà essa è a tutti gli effetti una tecnica per consentire al corpo di scaricare senza danni l'energia cinetica accumulata durante la proiezione. Se male eseguita, possono verificarsi infortuni come lussazioni della spalla, contusioni al capo, ai piedi, ecc.

### Fasi dell'esecuzione del waza

#### Kuzushi
La possibilità di eseguire con successo una tecnica di proiezione è fondata sull'ottenimento di uno squilibrio kuzushi (くずし?, kuzushi, squilibrio, obliquo) dell'avversario mediante azioni di spinta o trazione, ovvero tramite azioni ben calibrate atte al raggiungimento dello tsukuri (作り?, tsukuri, costruzione).
(Jigorō Kanō)
Viene definito happō-no-kuzushi (八方のくずし?, happō-no-kuzushi, 8 direzioni di squilibrio) il sistema di classificazione delle direzioni di squilibrio per il quale è possibile spostare il baricentro del corpo dell'avversario rispetto allo shizen-tai (自然体?, shizen-tai, posizione naturale) nelle 8 direzioni principali disposte idealmente a mo' di rosa dei venti, ossia verso l'avanti, indietro, laterale (destra e sinistra) e in diagonale (destra e sinistra).

#### Tsukuri e kake
「作り」は、相手の体を不安定にする「くずし」と、自分の体が技を施すのに最も良い位置と姿勢をとる「自分を作る」ことから成り立っています。「掛け」は、この作られた一瞬に最後の決め手を施すことをいいます。 この「作り」と「掛け」は、柔道の根本原理に従った技術原理ということができます。
互いに、精力善用・自他共栄の根本原理に即した作りと掛けを競い合う間に、自然とこの根本原理を理解し、体得して、社会百般の実生活に生かそうとしています。
Tsukuri è preparato dal kuzushi (くずし?) (il quale significa rompere la postura e l'equilibrio del vostro avversario), per mettere il vostro corpo in jibun-wo-tsukuru (自分を作る? tenersi pronti) al fine di facilitare il vostro attacco.
Kake è chiamata l'applicazione dell'ultimo momento decisivo dell'azione tecnica. Tsukuri e kake possono anche essere considerati i principi fondamentali della tecnica del judo.
Seiryoku-zen'yo (精力善用?) e jita-kyo'ei (自他共栄?) interessano fortemente l'esercizio di tsukuri e kake e capirne e padroneggiarne la teoria serve ad applicarla a tutte le fasi della vita umana.
Principalmente è waza-kara-dō-ni-iru (技から道に入る?), entrare nella via passando dal waza.»
(Kōdōkan Jūdō Institute)
I concetti di tsukuri e di kake sono di fondamentale importanza nell'esecuzione delle tecniche. Il primo quindi si esplicita quando si è nella corretta posizione per effettuare la tecnica impiegando meno energia possibile, seguendo il principio del seiryoku-zen'yō (精力善用?, seiryoku-zen'yō, miglior impiego dell'energia), mentre invece il secondo è traducibile come la realizzazione materiale del gesto tecnico, o talvolta, anche solo come la proiezione.
Il maestro Mifune Kyūzō spiega così entrambi i principî:
Synchronization of arm, leg and hips

Before executing a technique, it is essential to move your body into the correct position after having broken your opponent's balance. –This is called tsukuri. The execution of the technique itself is known as kake.
Sincronizzazione di braccia, gambe ed ànche

Prima di eseguire una tecnica, è essenziale spostare il proprio corpo nella posizione corretta dopo aver rotto l'equilibrio dell'avversario. Ciò è detto tsukuri. L'esecuzione della tecnica è conosciuta come kake.
Poiché l'intenzione immediata e l'azione simultanea sono insegnate dal principio, talvolta i praticanti intendono che ci sia una sequenza per le azioni di braccia, gambe e ànche. Normalmente, tsukuri precede kake. E inoltre, l'elemento fondamentale da capire è usare la forza della mente per controllare braccia, gambe ed ànche, per agire in perfetto sincronismo. Questo è essenziale.»
(Mifune Kyūzō)

### Princìpi di esecuzione del waza
Secondo la didattica classica, i principi di esecuzione del waza sono tre:
- Sen (先?, sen, l'iniziativa).
- Go-no-sen (後の先?, go-no-sen, il contrasto dell'iniziativa).
- Sen-no-sen (先の先?, sen-no-sen, l'iniziativa sull'iniziativa).

#### Sen
Il principio sen è tutto ciò che riguarda l'attaccare l'avversario mediante tecniche dirette o renraku-waza (連絡技?, renraku-waza, tecniche in successione).
Sen si applica in primo luogo tramite azioni mirate a sviluppare l'azione mantenendo l'iniziativa, continuando a incalzare l'avversario con attacchi continui atti a portarlo in una posizione di squilibrio o comunque vulnerabile.

#### Go-no-sen
Il principio go-no-sen si attua con l'uso dei bōgyo-no-gaeshi (防禦の返?, bōgyo-no-gaeshi, tecniche di difesa e contrattacco). Tali tecniche, applicabili prima, durante o dopo l'attacco da parte dell'avversario, sono generalmente etichettate a seconda della tipologia di contrattacco: chōwa (調和?, chōwa, schivare), gō (剛?, gō, bloccare), yawara (和?, jū, yawara, assecondare).

#### Sen-no-sen
Ipotizzando che l'esecuzione del waza preveda in generale un tempo di preparazione (anche solo mentale) all'esecuzione pratica e considerando tale tempo parte dell'attacco, il principio sen-no-sen consiste nell'attaccare l'avversario quando quest'ultimo è in tale fase di preparazione.
Solo l'assidua pratica nel randori (乱取り?, randori, pratica libera) permette di sviluppare la capacità di percezione delle azioni dell'avversario necessaria all'applicazione di tale principio.
Sen-no-sen appare esteriormente come un attacco sen, ma nel mondo interiore è come un go-no-sen.»
(Cesare Barioli)

### Esercizi d'allenamento
- Tandoku-renshū (単独練習?, tandoku-renshū, esercitazione individuale).
- Sōtai-renshū (相対練習?, sōtai-renshū, esercitazione in relazione [con un compagno]).
- Uchi-komi (打ち込み?, uchi-komi, entrare dentro): esercizio che consiste nell'eseguire un gran numero di ripetizioni di una singola tecnica al fine di allenare il corpo a tale movimento.
- Nage-komi (投げ込み?, nage-komi, proiettare dentro): esercizio di affinamento della proiezione.
- Yakusoku-geiko (約束稽古?, yakusoku-geiko, allenamento concordato): scambio di tecniche in movimento con un compagno dove questi applica un'opposizione nulla o concordata.
- Kakari-geiko (掛り稽古?, kakari-keiko, allenamento all'attacco): esercizio specifico di ruolo finalizzato all'allenamento delle strategie d'attacco (o di difesa).
- Randori (乱取?, randori, pratica libera).
- Shiai (試合?, shiai, gara, competizione).

## I kata
I kata (形?, kata, forma) sono costituiti da esercizi di tecnica e di concentrazione di particolare difficoltà e racchiudono in sé la sorgente stessa dei principî del judo. La buona esecuzione dei kata necessita di lunghi periodi di pratica e di studi approfonditi, al fine di apprenderne il senso profondo.
Nell'esecuzione dei kata, tori indietreggia quando viene attaccato da uke, per poi rivolgere la forza dell'avversario contro lui stesso. Questa è la flessibilità del judo: una cedevolezza iniziale prima della vittoria finale.»
(Jigorō Kanō)
Scrive inoltre Barioli: «Il signor Kanō riteneva di utilizzare le "forme" per conservare la purezza del judo attraverso il tempo e le interpretazioni personali. Ma il barone Ōura, primo presidente del Butokukai, ci vedeva la possibilità (1895) di proporre una base comune alle principali scuole di jū-jutsu, per presentare al mondo la tradizione di lotta del grande Giappone.»
E infatti, come lo stesso Kanō scrive nelle sue memorie, sia il kime-no-kata sia il katame-no-kata e il nage-no-kata furono formalizzati dal Kōdōkan e ratificati (con qualche modifica) dal Dai Nippon Butokukai per un utilizzo su scala nazionale, e attualmente, su scala mondiale.
Il Kōdōkan Jūdō Institute riconosce come ufficiali i seguenti kata:
- Nage-no-kata (投の形?, nage-no-kata, forme delle proiezioni).[57]
- Katame no kata (固の形?, katame-waza, forme dei controlli).[58]
- Kime no kata (極の形?, kime-no-kata, forme delle tecniche decisive).[59]
- Ju no kata (柔の形?, jū-no-kata, forme dell'adattabilità)
- Kodokan Goshin Jutsu (講道館護身術?, Kōdōkan goshin-jutsu, tecniche di autodifesa del Kōdōkan).[60]
- Itsutsu no kata (五の形?, itsutsu-no-kata, forme dei cinque).
- Koshiki no kata (古式の形?, koshiki-no-kata, forme nello stile antico).[61]
- Seiryoku Zen'yo Kokumin Taiiku no Kata (精力善用国民体育?, Seiryoku-zen'yō kokumin-taiiku-no-kata, forme dell'Educazione Fisica del Popolo (basata sul principio) dell'Impiego più Retto del proprio Vigore).

L'insieme di nage-no-kata e Katame no kata viene anche definito randori-no-kata (乱取りの形?, randori-no-kata, forme della pratica libera) poiché in essi vi sono i principî e le strategie in uso nel randori (乱取り?, randori, pratica libera).
Non ufficialmente riconosciuto dal Kōdōkan Jūdō Institute è il:
- Go no kata (剛の形?, gō-no-kata, forme della Rigidità).[62]

Inoltre, non riconosciuti dal Kōdōkan Jūdō Institute in quanto creati ad hoc da maestri o ex-maestri del Kōdōkan in base alle proprie caratteristiche tecniche, sono:
- Nage ura no kata (投裏の形?, nage-ura-no-kata, forme delle controproiezioni).[63]
- Go no sen no kata (後の先の形?, go-no-sen-no-kata, forme dell'iniziativa dopo l'iniziativa).[64]

## Il dōjō
Il luogo dove si pratica il judo si chiama Dojo (道場?, dōjō, luogo (di studio) della via), termine usato anche nel buddhismo giapponese a indicare la camera adibita alla pratica della meditazione zazen (坐禅?, zazen, posizione dello zen), e per estensione, indica un luogo ove il reihō (礼法?, reihō, etichetta) è requisito fondamentale.
La pratica del randori e dei kata viene eseguita nel dōjō, che è anche il luogo in cui si disputano le gare di combattimento.»
(Jigorō Kanō)
Nel Dojo, il judo viene praticato su un materassino chiamato tatami (畳?, tatami).
Il tatami in Giappone è fatto di paglia di riso, ed è la normale pavimentazione delle abitazioni in stile tradizionale. Fino agli anni settanta circa si è usato anche per la pratica del judo, ma oggi, per fini igienici ed ergonomici, si usano materiali sintetici: infatti per la regolare manutenzione del dōjō è importante che i tatami siano facili da pulire, e per consentire ai judoka di allenarsi confortevolmente, devono essere sufficientemente rigidi da potervi camminare sopra senza sprofondare e adeguatamente elastici da poter attutire la caduta.

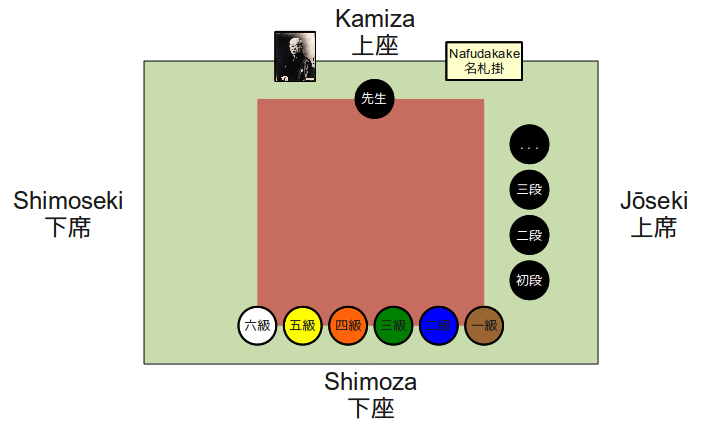
Schema dell'interno di un Dojo tradizionale

Il dōjō ha una organizzazione definita in quattro aree principali disposte indicativamente secondo i punti cardinali:
- Nord: Kamiza (上座?, kamiza, posto d'onore), che rappresenta la saggezza, è riservato al sensei (先生?, sensei, insegnante) titolare del dōjō alle spalle del quale è apposta l'immagine di Jigorō Kanō Shihan.
- Est: Jōseki (上席?, jōseki, posto degli alti gradi), che rappresenta la virtù, è riservato ai sempai (下席?, senpai, compagno maggiore), agli ospiti illustri, o in generale agli yūdansha (有段者?, yūdansha, portatori di dan).
- Sud: Shimoza (下座?, shimoza, posto inferiore), che rappresenta l'apprendimento, è riservato ai mudansha (無段者?, mudansha, non portatori di dan).
- Ovest: Shimoseki (下席?, shimoseki, posto dei bassi gradi), che rappresenta la rettitudine, è generalmente vuoto, ma all'occorrenza è occupato dai 6ⁱ kyū.

L'ordine da rispettare è sempre quello per cui, rivolgendo lo sguardo a kamiza, i praticanti si dispongono dai gradi inferiori a quelli superiori, da sinistra verso destra. Il capofila di shimoza, usualmente il più esperto tra i mudansha, di norma è incaricato del rispetto del reihō. In particolare è incaricato di avvisare i compagni di pratica riguardo: l'assunzione del seiza (正座?, seiza, posizione formale) in ginocchio, del mokusō (黙想?, mokusō, silenzio contemplativo) e del suo termine yame (止め?, yame, fine), del saluto al fondatore shōmen-ni-rei (正面に礼?, shōmen-ni-rei, saluto al principale), del saluto al maestro sensei-ni-rei (先生に礼?, sensei-ni-rei, saluto all'insegnante), del saluto a tutti i praticanti otagai-ni-rei (お互いに礼?, otagai-ni-rei, saluto reciproco), e del ritorno alla posizione eretta ritsu (立?, ritsu, tachi, in piedi).
Nei dōjō tradizionali, inoltre, vi è usualmente uno spazio adiacente alla parete dove sono conservate le armi per la pratica dei kata: bokken (木剣?, bokken, spada di legno), tantō (短刀?, tantō, pugnale), bō (棒?, bō, bastone), e kenjū (拳銃?, kenjū, pistola); e il nafudakake (名札掛?, nafudakake, tabella dei nomi), dove sono affissi in ordine di grado i nomi di tutti i judoka appartenenti al Dojo.

## Il jūdōgi
I judoka vestono una divisa chiamata jūdōgi (柔道着?, jūdōgi, divisa da judo) composta dagli zubon (ズボン?, zubon, pantaloni) di cotone bianco rinforzato soprattutto alle ginocchia e da una uwagi (上着?, uwagi, giacca, casacca) anch'essa bianca di cotone rinforzato, tenuti insieme da una obi (帯?, obi, cintura) colorata. Introdotto da Jigorō Kanō nel judo per la prima volta, l'uso del colore della cintura serve per il riconoscimento del grado e dunque presumibilmente dell'esperienza del judoka.
Durante le competizioni i contendenti indossano una obi bianca o rossa, generalmente da sola oppure più raramente in aggiunta alla propria (e solo se codesta è nera), allo scopo di essere distinti chiaramente ed evitare errori nell'attribuzione dei punteggi di gara. Nelle competizioni internazionali si diversifica il colore del jūdōgi anziché quello della cintura, per rendere ancora più distinguibili i contendenti sia per l'arbitro sia per il pubblico, specialmente televisivo.

## Profilo degli illustri maestri di judo

### Kōdōkan

#### 10ⁱ dan
- Yoshitsugu Yamashita (Giappone, 1865–1935, conosciuto anche come Yoshiaki Yamashita) promosso postumo nel 1935. Pioniere del judo negli Stati Uniti, è stato il primo judoka a essere riconosciuto jūdan.
- Hajime Isogai (Giappone, 1871–1947) promosso nel 1937.
- Hidekazu Nagaoka (Giappone, 1876–1952) promosso nel 1937.
- Kyūzō Mifune (Giappone, 1883–1965) promosso nel 1945. È considerato il più grande esperto di judo dopo Jigorō Kanō.
- Kunisaburō Iizuka (Giappone, 1875–1958) promosso nel 1946.
- Kaichirō Samura (Giappone, 1880–1964) promosso nel 1948.
- Shotarō Tabata (Giappone, 1884–1950) promosso nel 1948.
- Kotarō Okano (Giappone, 1885–1967) promosso nel 1967.
- Matsutarō Shoriki (Giappone, 1885–1969) promosso nel 1969. È conosciuto anche come il padre del baseball professionistico giapponese.
- Shōzō Nakano (Giappone, 1888–1977) promosso nel 1977.
- Tamio Kurihara (Giappone, 1896–1979) promosso nel 1979.
- Sumiyuki Kotani (Giappone, 1903–1991) promosso il 27 aprile 1984.
- Keiko Fukuda (Giappone/Stati Uniti, 1913–2013) promossa l'8 gennaio 2006. Nipote di Hachinosuke Fukuda ed espatriata negli Stati Uniti. È l'unica donna al mondo mai insignita di tale grado.
- Ichirō Abe (Giappone, 1922–2022) promosso l'8 gennaio 2006. È stato direttore generale della All-Japan Judo Federation.
- Toshirō Daigō (Giappone, 1926–2021) promosso l'8 gennaio 2006. Due volte campione degli All-Japan Judo Championship ed ex manager della nazionale giapponese di judo. È stato il direttore degli insegnanti del Kōdōkan. Il suo soprannome era "Mr. Kōdōkan".
- Yoshimi Ōsawa (Giappone, 1927–2022) promosso l'8 gennaio 2006. Grande promotore del judo femminile. È stato l'ultimo decimo dan vivente.

#### 9ⁱ dan

##### [68]
- Haruki Uemura (Giappone, 1951–) promosso nel 2007. Campione del Mondo a Vienna nel 1975 e campione olimpico a Montréal 1976. È l'attuale presidente del Kōdōkan Jūdō Institute.
- Saburō Matsushita.
- Hiroyuki Hasegawa.
- Hiroshi Nishioka.
- Kiyoshi Kobayashi.
- Eihachirō Okamoto.
- Yoshizō Matsumoto.
- Teizō Kawamura.
- Fusatarō Sakamoto, allievo di Torajiro Yagi della Tenshin Shin'yō-ryū.
- Shiro Yamamoto 1934 (promosso nel 2013).

### IJF

#### 10ⁱ dan
Il Judo comprende dieci gradi, DAN, della cintura nera.
- Charles Palmer (Inghilterra, 1930–2001) promosso dall'IJF nel 1996.
- Anton Geesink (Paesi Bassi, 1934–2010) promosso dall'IJF nel 1997.
- George Kerr (Scozia, 1937–) promosso dall'IJF nel 2010.
- Franco Capelletti (Italia, 1938) promosso dall'JIF nel 2017

#### 9ⁱ dan
- Ken Noritomo Otani (Giappone/Italia, 1920–2017) promosso dall'IJF il 26 marzo 2000.[69]
- Franco Capelletti (Italia, 1938) promosso dall'IJF nel 2007.
- Shoji Sugiyama   (Giappone / Italia 4 aprile 1933 - 3 marzo 2017). Promosso dall'FIJLKAM il 15.2.2017, IJF e dal Kodokan Judo Institute, Tokyo, Japan. Allievo diretto del Maestro Minoru Mochizuki, Consulente, docente e arbitro di kata per l'Unione Europea di Judo (EJU)

### Federazioni nazionali

#### 10ⁱ dan
- Mikonosuke Kawaishi (Giappone/Francia, 1899–1969) promosso dalla FFJDA il 1º gennaio 1957.[70]
- Philip S. Porter (Stati Uniti, 1925–2011) promosso dalla USMA il 1º gennaio 2005.
- Henri Courtine (Francia, 1930–) promosso dalla FFJDA il 10 dicembre 2007.[71]
- Jeremy L. Glick (Stati Uniti, 1970–2001), promosso dalla USJA il 17 settembre 2008.
- Jaap Nauwelaerts de Agé (Paesi Bassi, 1917–), promosso dalla JBN il 15 novembre 2008.
- George Lee Harris (Stati Uniti 1933–2011): promosso postumo dalla USJA il 15 gennaio 2011.[72]
- Yoshihirō Uchida (Stati Uniti, 1920–) promosso dall'USA Judo il 19 luglio 2013.
- Franco Capelletti (Italia 1938 -) La IJF gli ha riconosciuto il 10° dan che gli è stato consegnato dal Presidente Marius Vizer nella serata di gala del 27 agosto 2017, ai Campionati Mondiali Seniores tenutisi a Budapest (HUN).
- Keiko Fukuda (Giappone/Stati Uniti, 1913–2013) promossa dall'USA Judo il 28 luglio 2011 e dalla USJF il 10 settembre 2011.

## World Judo Day
Il 28 ottobre di ogni anno, in onore al giorno del compleanno di Kanō Jigorō, fondatore del judo, si celebra la Giornata mondiale del judo.